# Ashaway
Ashaway – jednostka osadnicza w Stanach Zjednoczonych, w stanie Rhode Island, w hrabstwie Washington.